# Играй, гармонь любимая!
«Играй, гармонь любимая!» (до февраля 1996 года — «Играй, гармонь!») — советская и российская телепередача, посвящённая русскому народному музыкальному творчеству России. Её автором и первым ведущим был Геннадий Заволокин. Передача транслируется с 1986 года на «Первом канале».
Программа выходит в эфир по воскресеньям в 6:55.

## История
В 1984 году новосибирский шофёр Анатолий Жердев предложил своему товарищу Геннадию Заволокину организовать съезд гармонистов. Спустя год он скончался, и Заволокин занялся съёмками большого концерта «Играй, гармонь сибирская!», которые прошли в Дворце культуры железнодорожников г. Новосибирска к 40-й годовщине Победы в Великой Отечественной войне. Производством занималась Новосибирская студия телевидения, первый показ состоялся 14 ноября 1985 года.
7 февраля 1986 года концерт был показан в сокращённом варианте по 1-й программе ЦТ в рамках цикла «Голоса народных инструментов». Вскоре в Главную редакцию народного творчества стали приходить письма с благодарностями, появились желающие показать своё искусство игры на гармони. Так Заволокин стал готовить часовые программы «Играй, гармонь!», в которых он со своей съёмочной группой посещает разные города России и других европейских стран. Непосредственное участие в создании программы принимала семья Заволокина: его брат Александр и отец Дмитрий.
В 1991 году ЦТ СССР прекратило своё существование, однако программа осталась в эфире 1-го канала Останкино по инициативе Владислава Листьева. В Новосибирске Геннадий Заволокин основал российский центр «Играй, гармонь!», который стал заниматься непосредственным производством передачи.
Съёмки передачи проходят во всех регионах России и странах мира. Передача знакомит телезрителей с музыкальным самобытным и профессиональным творчеством людей, исполняющих народную музыку на различных музыкальных инструментах (в основном — на гармонях), а также песни, частушки, танцы. В передаче регулярно участвует ансамбль Геннадия Заволокина «Частушка» (участники ансамбля также входят в состав съёмочной группы).
В начале 1995 года, во время составления будущей сетки вещания ОРТ, его генеральный директор Владислав Листьев сделал так, чтобы «Играй, гармонь!» выходила по субботам утром (на тот момент передача выходила на нерегулярной основе). На это решение повлиял председатель правительства РФ Виктор Черномырдин, также увлекавшийся игрой на гармони. После убийства Листьева программа сохранила заявленное им место в сетке ОРТ.
Изначально передача выходила по субботам в 12:35. До 11 июня 1999 года в сетке также присутствовали повторы передачи по пятницам примерно в 11 часов утра.
С 1998 по 2001 год центр «Играй, гармонь!» выпускал журнал по мотивам передачи.
С 30 октября 1999 года, после появления в эфире программы «Эх, Семёновна!», время передачи изменилось — она стала выходить примерно в 9:30. Также с этого же времени центр «Играй, гармонь!» стал получать зарплату со стороны ОРТ с большой задержкой.
8 июля 2001 года Геннадий Заволокин погибает в автокатастрофе. На момент его гибели вышло уже более 720 выпусков его программы. При этом на ОРТ не сразу решались показывать последние программы Заволокина. Вдова Заволокина Светлана и дети Анастасия и Захар приняли решение продолжить съёмки передачи, а центр «Играй, гармонь!» стал называться в честь Геннадия Заволокина.
С 20 июля 2002 по 9 ноября 2019 года программа выходила около 8:00. Как считает Анастасия Заволокина, такое время было выбрано, потому что тогда передачу «смотрит самая большая доля зрителей, учитывая, что пожилые люди и маленькие детки просыпаются рано».
По состоянию на 2006 год вышло около 800 выпусков передачи, снято 80 000 выступлений различных участников.
С 17 ноября 2019 года, в связи с дополнительным выходом программы «Доброе утро» по субботам, программа выходит по воскресеньям в 6:55.

## Похожие передачи
С 1 октября 1999 по 24 февраля 2002 года в эфире ОРТ транслировалась передача «Эх, Семёновна!» производства Авторского телевидения, которую вела Марина Голуб. Программа представляла собой конкурс на лучшую российскую частушку. Ей постоянно меняли время выхода в эфир, и вскоре она была закрыта. Семья Заволокиных относилась к программе крайне негативно, считая её злым антиподом «Играй, гармони!».
Геннадий Заволокин:

Скажу лишь одно: брань и непристойность, которые чуть ли не сплошным потоком льются в этой передаче, её авторы пытаются выдать за подлинно народное искусство. Я исколесил Россию вдоль и поперёк, побывал на съёмках «Гармони» во всех теперь уже бывших республиках СССР и могу с полной уверенностью сказать: глубоко заблуждаются те «господа», которые пытаются отождествить «Семёновну» с культурой нашего народа.

Анастасия Заволокина:

И это [закрытие «Эх, Семёновны!»] нас нисколько не удивляет. Люди ведь уже не те, что были десять лет назад, когда бросались на солёненькое, скабрёзненькое, матерщинненькое. Мы же всегда стояли на своём и не отступали от главного — через гармонь, песню, частушки показывать широту души и характеры наших героев. Для нас гармонь — только средство, чтобы раскрыть лучшие черты и способности человека. Мы не наряжаем и не «украшаем» своих героев, как новогоднюю ёлку, убедительно просим обильно не гримироваться, а детям, девчонкам вообще запрещаем краситься. Да, и у нас соревнуются гармонисты и плясуны. Но не ради очков-баллов, наград и призов, как у «Сёменовны».

## Ведущие
- 1986—2001 — Геннадий Заволокин (также автор, художественный руководитель и режиссёр передачи).
- с 2001 года — Анастасия и Захар Заволокины (дети Геннадия Заволокина).

## Инциденты
1 июля 2006 года на "Празднике Русского лаптя", проводившемся в Великом Устюге произошла потасовка между сотрудниками местного Вологодского телевидения и съёмочной группой Первого канала. Поводом конфликта послужил запрет доступа на праздник, в рамках которого велась съёмка программы "Играй, гармонь любимая", съёмочных групп других телекомпаний кроме Первого канала. В результате драки оператор и корреспондент Вологодского телевидения получили побои, а также была разбита камера.  

## Публикации
- Анатолий Юркин. Гармонь как воплощение русской идеи. газета «Новый Петербургъ» № 28 (495) (12 июля 2001). Дата обращения: 19 апреля 2012.
- Календарная дата: 60-летний юбилей Александра Заволокина и 20-летие телепередачи «Играй, гармонь!» газета «Вечерний Новосибирск» (25 марта 2006). Дата обращения: 21 апреля 2012.
- Ксения Кривотулова. «Возрождение русской культуры пытался пресечь КГБ». Её спасали Листьев и Черномырдин. Как «Играй, гармонь!» продержалась на телевидении 35 лет? Lenta.ru (9 марта 2021).